# 覚海 (中国)
覚海（かくかい、? - 寛永14年（1637年）は、江戸時代前期に中国の明から渡来した僧。福建省泉州府の出身。

## 生涯
来朝前の中国での覚海の活動に関しては、泉州出身である以外、よく分かっていない。
1628年（寛永5年）、了然と覚意の2僧を従えて、長崎に渡来し、岩原郷に新寺を創建して、天后聖母（媽祖）を祀った。この寺が、崇福寺や興福寺と並ぶ唐寺の福済寺である。
1637年（寛永14年）、後任の住持を決定することなく、この寺で没した。覚海が伴って来た覚意と了然は、師の没後も住持に就任することなく、看坊のまま没した（覚意が1647年（正保4年）、了然が1648年（慶安元年））。